# Weed mit nach Bayern
Weed mit nach Bayern (kurz: WMNB) ist ein Lied des deutschen Rappers Bonez MC und des österreichischen Rappers RAF Camora aus dem Jahr 2022. Es handelt sich um einen Freetrack, der aufgrund von Urheberrechtsproblemen nicht offiziell als Albumtitel oder Single erschien.

## Entstehung und Veröffentlichung
Geschrieben wurde das Lied von den beiden Interpreten John-Lorenz Moser (Bonez MC) und Raphael Ragucci (RAF Camora), zusammen mit dem Produzentenduo The Cratez (David Kraft, Tim Wilke), David Emanuel, Mohamad Hoteit (The Royals), Alex Mullakrey und Joshua Pinter. Mit Ausnahme von Bonez MC zeichneten alle Autoren auch für die Produktion verantwortlich. Für die Abmischung und das Mastering war Menju verantwortlich.
Weed mit nach Bayern sollte ursprünglich als Teil von Palmen aus Plastik 3 erscheinen. Jedoch beinhaltet der Song ein Sample des Liedes Freed from Desire (1996) der italienischen Sängerin Gala. Da die Rechteinhaber von Freed from Desire keine Freigabe für die kommerzielle Verwendung des Samples erteilten, konnte der Song letztendlich nicht als Teil des Albums oder Single veröffentlicht werden.
Der Song erschien schließlich einige Wochen nach der Veröffentlichung des Albums, am 1. Oktober 2022, als Musikvideo auf der Videoplattform YouTube. Zudem wurde ein Link zum kostenfreien Download bereitgestellt. Auf den sozialen Medien bezeichnete Bonez MC Weed mit nach Bayern als den Abschluss der Palmen-aus-Plastik-Trilogie.

## Inhalt
Weed mit nach Bayern verwendete eine eingängige Melodie, einen druckvollen Beat und den für Bonez MC und RAF Camora typischen Dancehall-Sound. Neben Freed from Desire wurde in dem Lied auch Every Breath You Take (1983) der britischen Band The Police gesamplet.
Inhaltlich thematisiert Weed mit nach Bayern den Schmuggel und Konsum von Cannabis, insbesondere den Transport von Marihuana, in das Bundesland Bayern, das für seine strikte Drogenpolitik und strenge Durchsetzung der Betäubungsmittelgesetze bekannt ist. Die Texte von RAF Camora und Bonez MC kombinieren humorvolle und provokante Elemente, die für ihren Stil charakteristisch sind.

## Musikvideo
Das Musikvideo zu Weed mit nach Bayern entstand unter der Regie von Shaho Casado und erschien auf CrhymeTV, dem YouTube-Kanal der 187 Strassenbande. Das Video zeigt einen Zusammenschnitt verschiedener Party-Szenen, unter anderem von Liveauftritten von RAF Camora und Bonez MC. Auch die für Palmen aus Plastik, Ohne mein Team und 500 PS erhaltenen Diamant-Schallplatten sind im Video zu sehen. Bis September 2024 zählte das Video über 23 Millionen Aufrufe bei YouTube.